# Ameiskopf
Der Ameiskopf ist ein Gipfel der Bayerischen Voralpen. Er liegt genau auf der deutsch-österreichischen Grenze, der Berg befindet sich in der oberbayerischen Gemeinde Kreuth (Landkreis Miesbach) und der Tiroler Gemeinde Achenkirch (Bezirk Schwaz).
Er bildet das westliche Ende des erweiterten Blauberggrates, der sich östlich über Schildenstein bis zur Halserspitze erstreckt. Im näheren weiteren Gratverlauf befinden sich noch Reitberg und Reitstein. Nach Westen fällt der Grat zum Achenpass ab.
Auf den Ameiskopf führen keine ausgezeichneten Wege, der Zustieg erfolgt teilweise weglos.